# Arc d'Auguste (Aoste)
Pour les articles homonymes, voir Arc d'Auguste.
 (décembre 2023).
Si vous disposez d'ouvrages ou d'articles de référence ou si vous connaissez des sites web de qualité traitant du thème abordé ici, merci de compléter l'article en donnant les références utiles à sa vérifiabilité et en les liant à la section « Notes et références ».

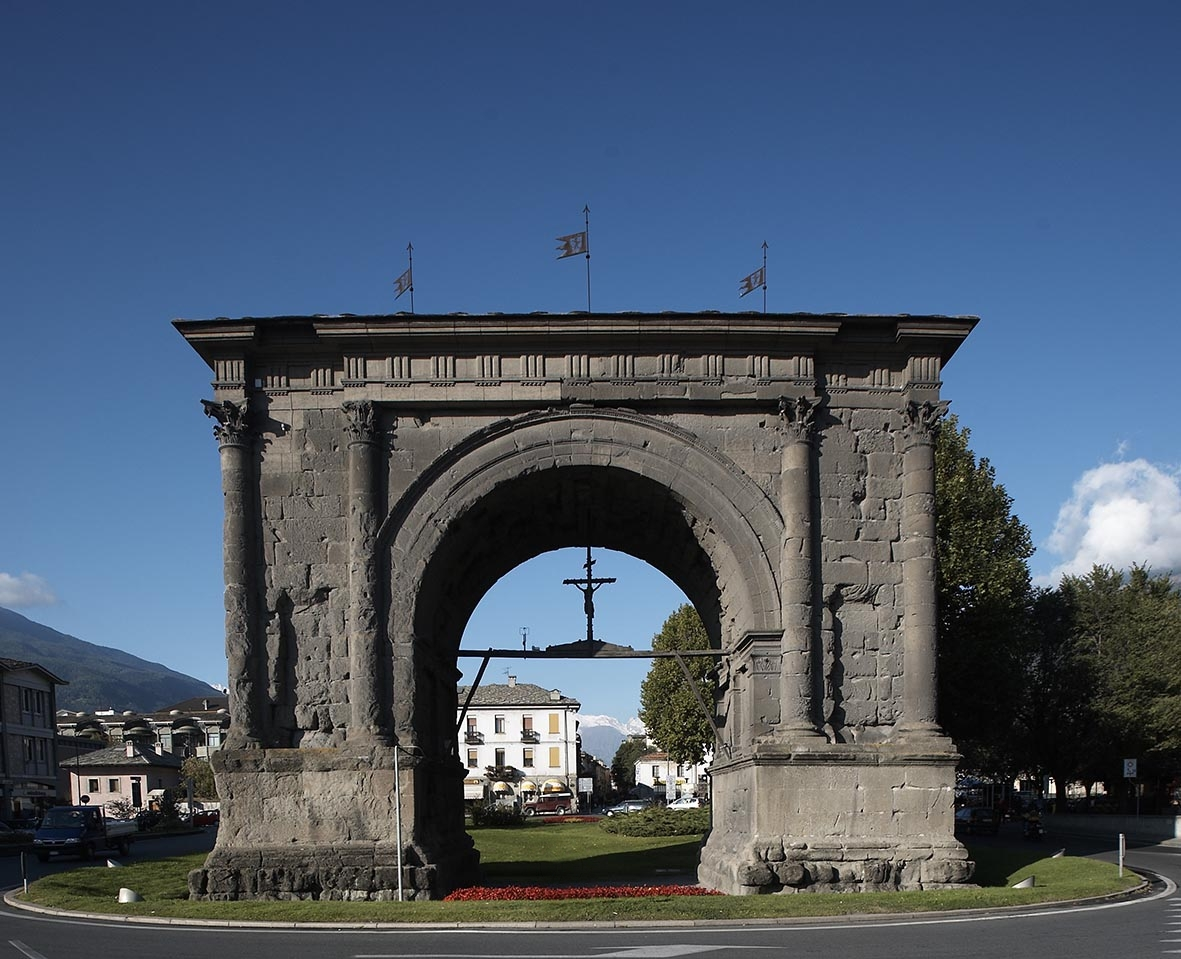
L’arc de triomphe d’Auguste du côté est

L’Arc de triomphe d’Auguste est l’un des plus célèbres monuments romains d’Aoste.

## Citations
« J'étais si heureux en contemplant ces beaux paysages 
 et l'arc de triomphe d'Aoste 
 que je n'avais qu'un vœu à former 
 c'était que cette vie durât toujours. (Stendhal) »

## Histoire
Il fut érigé en 25 av. J.-C. pour célébrer la victoire des Romains sur les Salasses, par Aulus Térence Varron.
Il est situé à la fin du Decumanus maximus, à l'est du Bourg Saint-Ours (le quartier de la Collégiale de Saint-Ours, près de l’entrée orientale de la cité romaine.

## Description
Il présente un arc unique, mesurant 11,40 mètres de haut. Les dix demi-colonnes sont surmontées par des chapiteaux corinthiens, tandis que l’entablement, avec ses métopes et ses triglyphes sont d’ordre dorique. 
Au Moyen Âge l'arc fut dénommé Saint-Voût par une image du Saint-Sauveur qu'il accueillait ; ce même nom pourrait signifier également « Saint vœu », référé aux nombreuses processions en remerciement après des catastrophes évitées, telles que les inondations fréquentes du Buthier.
Au XIIe siècle, une famille noble aostoise aménagea dans l'arc, et en 1318, à l’intérieur, fut créée une fortification pour les arbalétriers. L’attique qui le surmontait a été remplacé en 1716 par un toit en lauzes, à cause d’infiltrations. 
Les derniers travaux de restauration ont été faits en 1912.
Le crucifix en bois est une copie de celui qui fut placé en 1449 comme ex-voto contre les inondations du Buthier. Le crucifix original est conservé aujourd’hui au Musée du trésor de la cathédrale d'Aoste.